# Одаи (Крыжопольский район)
Одаи (укр. Одаї) — село на Украине, находится в Крыжопольском районе Винницкой области.
Код КОАТУУ — 0521981507. Население по переписи 2001 года составляет 71 человек. Почтовый индекс — 24622. Телефонный код — 4340.
Занимает площадь 0,382 км².

## Адрес местного совета
24622, Винницкая область, Крыжопольский р-н, с. Горячковка, ул. Свердлова, 11, тел. 2-81-42; 2-81-31